# Rio Piabinha
O rio Piabinha  é um curso d'água localizado no Parque Municipal de Mucugê na Chapada Diamantina, na cidade brasileira de Mucugê, região central da Bahia, fazendo parte da bacia do Alto Paraguaçu, na Serra do Sincorá, com trechos no Parque Nacional da Chapada Diamantina, do qual é "um dos principais atrativos eco-turísticos". É um dos afluentes do rio Cumbuca.. 

## Características
Ao singrar pelo Sincorá o Piabinha abre cânions e forma corredeiras, assim como aquele de quem é tributário, o rio Cumbuca, formando no caminho piscinas naturais (chamadas localmente de "poços") e quedas d'água. Tem seu curso no sentido sul-norte.
A criação dos parques Nacional e Municipal se deu em grande parte para a proteção do manancial da região da Chapada, dentre os quais o Piabinha está incluso, já que nesta região nascem os principais cursos d'água que abastecem o estado.
É, ainda, uma das atrações turísticas da cidade, com trilhas que passam pelo rio e ainda por locais como o Museu Vivo do Garimpo ou a Cachoeira do Tiburtino. Em seu leito são evidentes as marcas deixadas pelas atividades primitivas da extração do diamante, que impactaram fortemente na sua configuração.